# 艾奇遜鎮區 (密蘇里州克林頓縣)
艾奇遜鎮區（英語：Atchison Township）是位於美國密蘇里州克林頓縣的一個行政鎮區。

## 地方資料
艾奇遜鎮區的面積為112.53平方千米，當中陸地面積為112.24平方千米，而水域面積為0.29平方千米。根據2020年美國人口普查的數據，當地共有人口2071人，而人口密度為每平方千米18.4人。